# Abraham Ihle
Abraham Ihle (n. 14 de junio de 1627-1699) fue un astrónomo alemán, al que se considera descubridor del cúmulo globular M22 el 26 de agosto de 1665, que encontró mientras observaba Saturno en Sagitario.
Probablemente nació en la ciudad alemana de Leipzig, donde trabajó como oficial de correos. Sus actividades como astrónomo amateur incluyen observaciones de manchas solares entre 1680 a 1687), planetas y cometas.